# Concilio di Clermont
Il Concilio di Clermont è stato un sinodo di ecclesiastici e laici della Chiesa cattolica, convocato da papa Urbano II e svoltosi dal 18 al 28 novembre 1095 presso Clermont, nella contea dell'Alvernia, al tempo parte del ducato d'Aquitania.

## Decisioni
Alla presenza di circa trecento ecclesiastici, il papa si preoccupò di rinnovare i decreti contro l'investitura laica, la simonia e il matrimonio del clero, oltre a sostenere la tesi della Tregua di Dio. Nello specifico, si procedette a confermare la scomunica di re Filippo I di Francia per adulterio e il vescovo di Cambrai per simonia. Fu poi stabilita la supremazia della sede di Lione su quelle di Sens e di Reims.

## Appello di Clermont
Il concilio di Clermont è passato alla storia soprattutto per il discorso o appello pronunciato da papa Urbano II il 27 novembre del 1095 per rispondere alla lettera che Alessio I Comneno, imperatore di Bisanzio, aveva inviato, chiedendo di mandare truppe per aiutare i bizantini a respingere l'attacco dei turchi selgiuchidi, che si trovavano ormai a 100 chilometri da Costantinopoli, mentre i pellegrini cristiani in Terrasanta erano sistematicamente sterminati dopo essere stati sottoposti a raccapriccianti torture.
Il discorso di Urbano II al concilio di Clermont viene indicato dalla storiografia tradizionale come la richiesta che diede inizio alla spedizione armata verso la Terra Santa, spedizione chiamata in seguito "prima crociata".